# اسپندارهای برزیلی
اسپندارهای برزیلی (نام علمی: Brasilicereus) نام یک سرده از کاکتوس‌ها از زمره اسپندارتباران است.